# János Péter

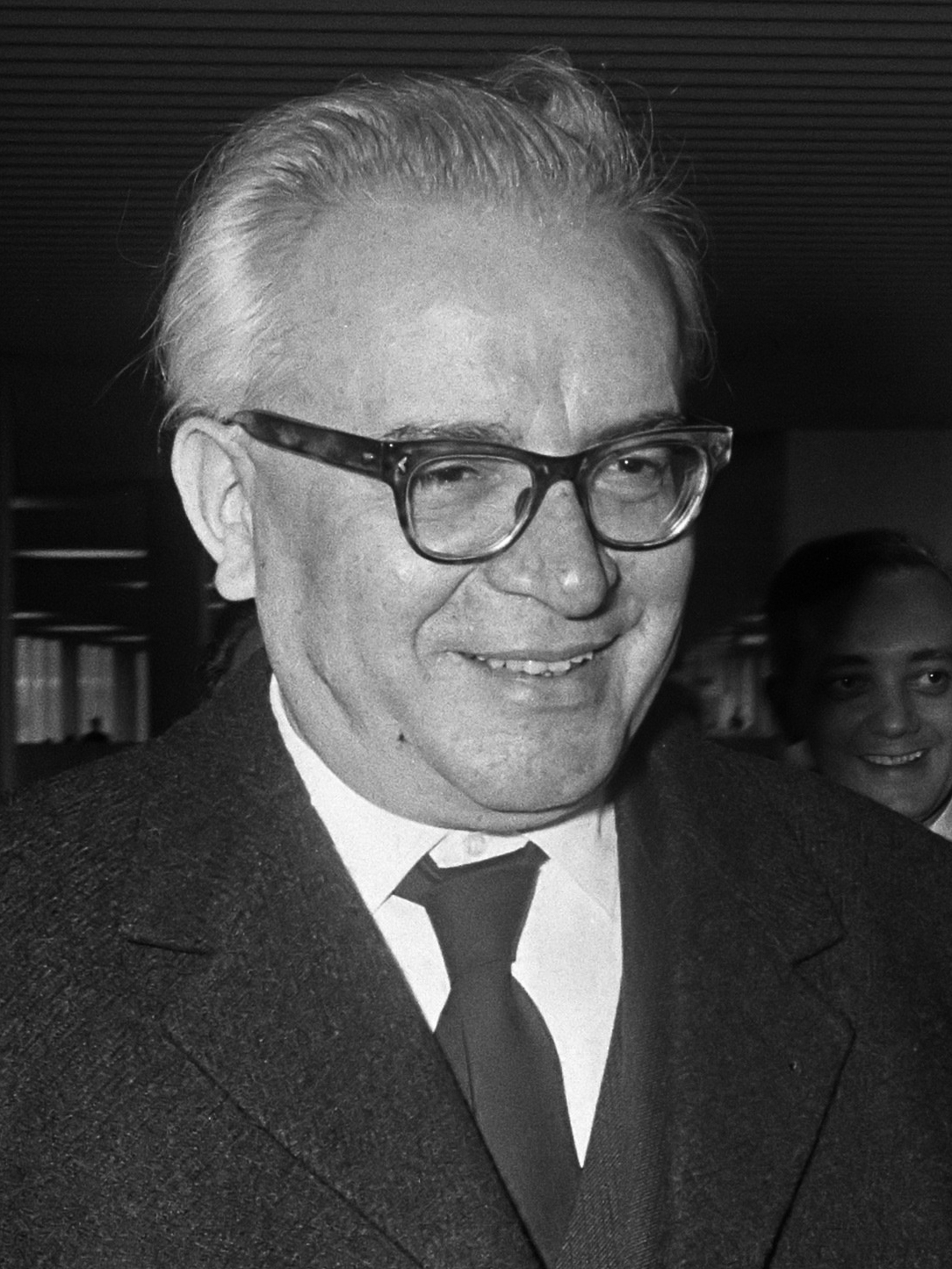
János Péter (1970)

János Péter (* 28. Oktober 1910 in Alsónyék, Komitat Tolna; † 26. Februar 1999 in Budapest) war ein ungarischer Geistlicher der Reformierten Kirche in Ungarn und Politiker der Ungarischen Sozialistischen Arbeiterpartei MSZMP (Magyar Szocialista Munkáspárt), der unter anderem zwischen 1949 und 1956 Bischof der Reformierten Kirche in Ost-Ungarn sowie von 1961 bis 1973 Außenminister der Ungarischen Volksrepublik war.

## Leben

### Geistlicher und Bischof der Reformierten Kirche
Péter, Sohn eines Eisenbahnarbeiters, besuchte die Gymnasium in Mezőtúr und Baja und begann danach 1931 ein Studium an der Reformierten Theologischen Akademie in Budapest. Nach Auslandsstudienaufenthalten in Paris und Glasgow schloss er 1935 sein Studium ab und wurde Kaplan der Reformierten Kirche in Budapest, wo er von 1936 bis 1945 am Bethesda-Krankenhaus tätig war. Nach dem Ende des Zweiten Weltkrieges trat er 1945 in den diplomatischen Dienst des Außenministeriums und wurde zunächst Mitarbeiter in der Abteilung für Friedensverhandlungen. Als solcher war er Mitglied der Delegation bei der Pariser Friedenskonferenz 1946, auf der unter anderem die Höhe der Kriegsreparationen vereinbart wurde. Nach seiner Rückkehr war er von 1946 bis 1949 Leiter des Sekretariats des damaligen Staatspräsidenten Zoltán Tildy sowie im Anschluss von dessen Nachfolger Árpád Szakasits. Anschließend nahm er als Vertreter Ungarns an dem vom Weltfriedensrat organisierten Weltfriedenskongress in Warschau teil.
Im November 1949 wurde Péter Nachfolger von Imre Révész als Bischof der Reformierten Kirche in Ost-Ungarn (Tiszántúli Református Egyházkerület) mit Sitz in Debrecen und bekleidete dieses Amt bis zum 31. Oktober 1956.

### Abgeordneter, Außenminister und stellvertretender Parlamentspräsident
Péter wurde neben seiner bischöflichen Tätigkeit am 17. Mai 1953 erstmals als Kandidat auf der gemeinsamen Liste der Ungarischen Unabhängigen Volksfront MFN (Magyar Függetlenségi Népfront) und der Patriotischen Volksfront HNF (Hazafias Népfront) als Abgeordneter in das Ungarische Parlament (Országgyűlés) gewählt und gehörte diesem fast 37 Jahre lang bis zum 16. März 1990 an. Während seiner Parlamentszugehörigkeit war er zwischen dem 9. Mai 1957 und dem 13. September 1961 Mitglied des Präsidiums der Nationalversammlung.
Nach Beendigung seiner Tätigkeit als Bischof war Péter von Dezember 1956 bis 1957 Regierungsvertreter im Institut für Kulturbeziehungen. Im Anschluss fungierte er zunächst vom 19. Februar 1958 bis zum 13. September 1961 als Erster Vize-Außenminister, ehe er am 13. September 1961 als Nachfolger von Endre Sík Außenminister (Külügyminiszter) wurde. Diesen Ministerposten bekleidete er bis zum 14. Dezember 1973 und wurde dann durch Frigyes Puja abgelöst.
Péter, der 1961 der Ungarischen Sozialistischen Arbeiterpartei MSZMP (Magyar Szocialista Munkáspárt) als Mitglied beitrat, wurde am 3. Dezember 1966 auf dem IX. Parteikongress der MSZMP zum Mitglied des Zentralkomitees (ZK) gewählt und gehörte diesem bis zum 22. Mai 1988 an. Nach seinem Ausscheiden aus der Regierung wurde er am 19. Dezember 1973 Vizepräsident der Nationalversammlung und war als solcher bis Oktober 1988 einer der Stellvertretender von Parlamentspräsident Antal Apró beziehungsweise von dessen Nachfolgern István Sarlós und István Stadinger.